# Scarface (león)
Scarface (Masái Mara, enero de 2007 - Masái Mara, 11 de junio de 2021) fue un león masái que se hizo mundialmente famoso en agosto de 2020 por el documental de la BBC Wildlife titulado Scarface: The Real Lion King (en inglés: Scarface: El verdadero rey león) de Jonathan y Ángela Scott.
En el documental de 2020 que seguía los pasos del grupo conocido como «Marsh Pride» (en inglés: Manada de leones del pantano), ya documentados previamente por el matrimonio Scott en Big Cat Diary: Lion, Scarface se distinguió como parte de un subgrupo de 4 machos al que bautizaron como los 4 mosqueteros que tomaron el territorio del Marsh Pride para después abandonar la zona rumbo a Paradise Plains.
Un aspecto que lo hizo atrayente para el público general fue las cicatrices que presentaba por peleas pasadas, la más llamativa era la perdida de su párpado derecho, que le producía una gran cicatriz en el rostro que le ganó su nombre «Scarface» (en inglés: Cara cortada / Cara con cicatriz), así como una comparación con el personaje Scar de El rey león.
Aparte de la gran cicatriz de su párpado derecho, generada en una pelea en 2012, Scarface también sobrevivió a una lanzada de un guerrero masái.
Con la publicación del documental, se explicó que el león presentaba una herida en una pierna, por lo que su epseranza de vida era poca, aunque los miembro del Programa de Conservación de Depredadores de la Reserva Nacional Masái Mara explicaron que el león habría nacido en enero de 2007, por lo que teniendo en cuenta la esperanza de vida de los mismos (de 10 a 14 años), Scarface se encontraba cómodamente dentro de la media.
El 11 de junio de 2021, una publicación en Facebook del Programa de Conservación de Depredadores de la Reserva Nacional Masái Mara informó de que Scarface había fallecido por causas naturales esa misma madrugada, lejos de turistas y hienas que pudiesen haberle perturbado sus últimos momentos. En el momento de su muerte, era el león más longevo de la reserva de Masái Mara.